# 에밀리아로마냐어 위키백과

에밀리아로마냐어 위키백과는 에밀리아로마냐어로 운영되는 위키백과 언어판이다. 기호는 eml이다.